# Jacques Pradon
Jacques Pradon (tudi Nicolas Pradon), francoski dramatik, * 1632, Rouen, † 1698, Pariz.
Pradon je napisal osem tragedij, ki pa so doživele le manjši uspeh.